# Synagoge (Puttelange-aux-Lacs)

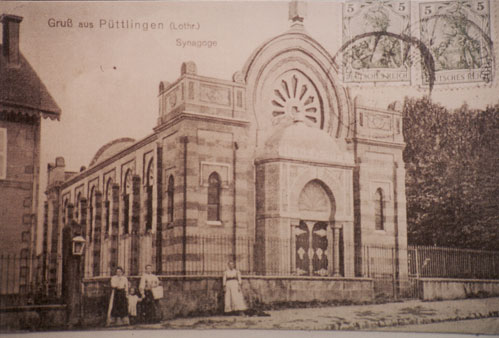
Ansichtskarte mit der Synagoge in Puttelange-aux-Lacs

Die Synagoge in Puttelange-aux-Lacs, einer Gemeinde im Département Moselle in der französischen Region Grand Est, wurde 1885 errichtet. Die Synagoge befand sich in der Rue Auguste Rolland.
Die Synagoge wurde 1942 während des Zweiten Weltkriegs von den deutschen Besatzern zerstört.